# Afriški leopard
Afriški leopard (znanstveno ime Panthera pardus pardus) je nominirana podvrsta leoparda, ki izvira iz številnih držav v Afriki. Široko je razširjena v večini podsaharske Afrike, vendar je bilo zgodovinsko območje razdrobljeno med spreminjanjem habitatov. Leopardi so bili zabeleženi tudi v Severni Afriki.

## Taksonomija
Felis pardus je bilo znanstveno ime, ki ga je Carl Linnaeus uporabil v 10. izdaji Systema Naturae leta 1758. Njegov opis je temeljil na opisih prejšnjih naravoslovcev, kot je Conrad Gessner. Domneval je, da se je leopard pojavil v Indiji. V 18. in 19. stoletju je več naravoslovcev opisalo različne leopardje kože in lobanje iz Afrike, vključno z:
- Felis pardus panthera, ki ga je predlagal Johann Christian Daniel von Schreber leta 1778 na podlagi opisov prejšnjih naravoslovcev.[9]
- Felis leopardus var. Melanotica, Alberta Güntherja leta 1885 z Rta dobrega upanja v južni Afriki
- Felis leopardus suahelicus, Oscarja Neumanna leta 1900 z ozemlja Tanganjike
- Felis leopardus nanopardus, Oldfield Thomas leta 1904 iz italijanske Somalije
- Felis pardus ruwenzorii, Lorenza Camerana leta 1906 iz gora Ruwenzori in Virunga [10]
- Felis pardus chui, Edmunda Hellerja leta 1913 iz Ugande
- Felis pardus iturensis, Joela Asapha Allena leta 1924 iz Belgijskega Konga [11]
- Felis pardus reichenowi, avtorja Ángel Cabrera leta 1927 iz Kameruna
- Panthera pardus adusta, avtorja Reginalda Innesa Pococka leta 1927 iz etiopskega višavja
- Panthera pardus adersi, avtorja Pococka leta 1932 z otoka Unguja, Zanzibar [12]
- Panthera pardus brockmani, avtorja Pococka leta 1932 iz Somalije
- Panthera pardus jarvisl, avtorja Pococka leta 1932 s Sinajskega polotoka

Rezultati genetskih analiz kažejo, da so vse populacije afriških leopardov na splošno tesno povezane in predstavljajo samo eno podvrsto, in sicer P. p. pardus. Vendar pa rezultati analize molekularne variance in indeksa parne fiksacije muzejskih vzorcev afriškega leoparda kažejo razlike v lokusu ND-5, ki zajema pet glavnih haploskupin, in sicer v Srednji-Južni Afriki, Južni Afriki, Zahodni Afriki, obalni zahodni-Srednji Afriki in srednje-vzhodni Afrika. V nekaterih primerih so indeksi fiksacije pokazali večjo raznolikost kot pri arabskih in perzijskih leopardih v Aziji.

## Značilnosti
Afriški leopard ima velike razlike v barvi dlake, odvisno od lokacije in habitata. Barva dlake se razlikuje od bledo rumene do temno zlate ali rumeno-rjave, včasih tudi črne in je vzorčena s črnimi rozetami, medtem ko so glava, spodnji udi in trebuh pikasti s polno črno. Samci leoparda so večji, v povprečju tehtajo 60 kg, pri čemer je največja teža, ki jo doseže samec, 91 kg. Samice v povprečju tehtajo približno 35 do 40 kg.
Afriški leopard je spolno dimorfen; samci so večji in težji od samic. Med letoma 1996 in 2000 je imelo 11 odraslih leopardov radijske ovratnice na namibijskih kmetijskih zemljiščih. Samci so tehtali samo od 37,5 do 52,3 kg, samice pa od 24 do 33,5 kg. Najtežji znani leopard je tehtal približno 96 kg in je bil zabeležen v jugozahodni Afriki.
Po besedah Alfreda Edwarda Peasea so bili črni leopardi v Severni Afriki po velikosti podobni levom. Poročali so, da je alžirski leopard, ubit leta 1913, meril približno 2,69 m, preden so mu odrli kožo.
Leopardi, ki živijo v gorah provinc Cape, so videti manjši in manj težki kot leopardi severneje. Manjši naj bi bili tudi leopardi v Somaliji in Etiopiji.
Lobanja osebka zahodnoafriškega leoparda je merila 28,6 cm v bazalno dolžino in 18,10 cm v širino in tehtala 790 g. Za primerjavo, indijski leopard je meril 28 cm v bazalno dolžino in 20 cm v širino in tehtal 1000 g.

## Razširjenost in habitat
Afriški leopardi so naseljevali širok razpon habitatov v Afriki, od gorskih gozdov do travnikov in savan, razen le izjemno peščene puščave. Najbolj ogrožen je na območjih polpuščave, kjer redki viri pogosto povzročijo konflikt z nomadskimi kmeti in njihovo živino.
Nekoč se je pojavljal v večini podsaharske Afrike in je zasedal tako deževne gozdove kot sušne puščavske habitate. Živel je v vseh habitatih z letno količino padavin nad 50 mm in lahko prodre v območja z manj kot to količino padavin ob rečnih tokovih. Doseže  do 5700 m, opazili so ga na visokih pobočjih vulkanov Ruwenzori in Virunga in opazili pri pitju termalne vode 37 °C v narodnem parku Virunga.
Zdi se, da je uspešen pri prilagajanju na spremenjene naravne habitate in naseljena okolja brez intenzivnega preganjanja. Pogosto so ga zabeležili v bližini večjih mest. Toda že v 1980-ih je postal redek v večjem delu Zahodne Afrike. Zdaj ostaja neenakomerno razporejen znotraj zgodovinskih meja. Med raziskavami leta 2013 je bil zabeležen v okrožju Gbarpolu in okrožju Bong v zgornjegvinejskih gozdovih v Liberiji.
Leopardi so v severni Afriki redki. Reliktna populacija obstaja v gorovju  Atlas v Maroku, v gozdnih in gorskih stepah na nadmorski višini od 300 do 2500 m, kjer je podnebje zmerno do hladno.
Leta 2014 je bil na zavarovanem območju Elba v jugovzhodnem Egiptu ubit leopard. To je bilo prvo opazovanje leoparda v državi po 1950-ih.
Leta 2016 je bil leopard prvič zabeležen na polsušnem območju Yechilay v severni Etiopiji.

## Obnašanje in ekologija
V Krugerjevem narodnem parku so bili samci leopardov in samice z mladiči ponoči bolj aktivni kot samo samice. Najvišje dnevne aktivnosti so zabeležili leopardi, ki uporabljajo goščave trnov v deževni dobi, ko jih je uporabljala tudi impala. Leopardi so na splošno najbolj aktivni med sončnim zahodom in sončnim vzhodom in v tem času ubijejo več plena.

### Prehrana in lov
Leopard ima izjemno sposobnost prilagajanja spremembam razpoložljivosti plena in ima zelo široko prehrano. Jemlje majhen plen, kjer so veliki kopitarji manj pogosti. Znani plen leopardov sega od gnojnih hroščev do odraslih elandov, ki lahko dosežejo 900 kg. V podsaharski Afriki je bilo dokumentiranih najmanj 92 vrst plena v leopardovem jedilniku, vključno z glodavci, pticami, majhnimi in velikimi antilopami, hiraksi, zajci in členonožci. Leopardi na splošno osredotočajo svojo lovsko dejavnost na lokalno obilne srednje velike kopitarje v razponu od 20 do 80 kg, medtem ko oportunistično jemljejo drug plen. Povprečni intervali med usmrtitvijo kopitarjev se gibljejo od sedmih do 12–13 dni. Leopardi pogosto skrivajo velike usmrtitve na drevesih, kar je vedenje, za katerega je potrebna velika moč. Bilo je več opazovanj, kako so leopardi vlačili trupe mladih žiraf, ki tehtajo do 125 kg, to je 2–3-krat večja od teže leoparda, do 5,7 m visoko v drevesa.
V narodnem parku Serengeti so leoparde prvič opremili z radijskimi ovratnicami v zgodnjih 1970-ih. Njihov lov ponoči je bilo težko opazovati; najboljši čas za opazovanje je bil po zori. Od njihovih 64 dnevnih lovov so bili le trije uspešni. V tem gozdnem območju so plenili večinoma impale, odrasle in mlade, v sušnem obdobju pa so ujeli nekaj Thomsonovih gazel. Občasno so uspešno lovili svinje bradavičarke, dik-dike, antilope, duikerje, gnuje in teličke topijev, šakale, kapske zajce, pegatke in škorce. Manj uspešni so bili pri lovu na zebre, kongone, žirafe, mungose, genete, hirakse in majhne ptice. Odvzem trupel velikih živali je predstavljal majhen delež njihove hrane. V tropskih deževnih gozdovih Srednje Afrike je njihova prehrana sestavljena iz duikerjev in primatov. Nekateri posamezni leopardi so pokazali močno naklonjenost pasavcem in ježevcem.
V severni Afriki leopard pleni makake Barbary (Macaca sylvanus). Analiza leopardovega plena v narodnem parku Taï je pokazala, da so primati podnevi primarni plen leopardov. V narodnem parku Lope v Gabonu so ugotovili, da je najpomembnejši plen rdeči rečni prašič (Potamochoerus porcus). Kafrski bivoli (Syncerus caffer) in velike trsne podgane (Thryonomys swinderianus) so predstavljale po 13 % porabljene biomase.
V kompleksu zavarovanih območij Dzanga-Sangha v Centralno Afriški republiki naj bi leopard napadel in zasledoval veliko zahodno nižinsko gorilo (gorilla gorilla gorilla), a je ni ujel. Deli gorile, ki so jih našli v leopardovem plenu kaže, da je leopard bodisi pobral ostanke gorile ali jo je ubil. Afriške leoparde so opazili, kako plenijo odrasle vzhodne gorile (Gorilla beringei) na območju Kisoro blizu meja Ugande z Ruando in Demokratično republiko Kongo.

## Grožnje
Po vsej Afriki sta glavni grožnji leopardom sprememba habitata in intenzivno preganjanje, zlasti v maščevanje za resnično in domnevno izgubo živine. Zgornjegvinejski gozdovi v Liberiji veljajo za žarišče biotske raznovrstnosti, vendar so že razdeljeni na dva bloka. Velika območja so prizadeta zaradi komercialne sečnje in rudarskih dejavnosti in so spremenjena za kmetijsko uporabo, vključno z velikimi nasadi oljnih palm v koncesijah, ki jih pridobi tuje podjetje.
Vpliv lova na trofeje ni jasen, vendar ima lahko vplive na demografski in populacijski ravni, zlasti ko se ustrelijo samice. V Tanzaniji je dovoljeno loviti samo samce, samice pa so predstavljale 28,6 % od 77 ustreljenih trofej med letoma 1995 in 1998. Odstranitev pretirano velikega števila samcev lahko povzroči kaskado škodljivih učinkov na populacijo. Čeprav samci leopardov ne zagotavljajo starševske skrbi za mladiče, prisotnost očeta omogoča samicam, da vzgajajo mladiče z zmanjšanim tveganjem za detomor s strani drugih samcev. Malo je zanesljivih opazovanj detomora pri leopardih, vendar bodo novi samci, ki vstopijo v populacijo, verjetno ubili obstoječe mladiče.
Analiza leopardov in raziskav lova s kamerami v sosednjih gozdnih pokrajinah v porečju Konga je pokazala veliko prekrivanje prehranskih niš in izkoriščevalsko konkurenco med leopardi in lovci na meso. Z vse večjo bližino naselij in sočasnim pritiskom ljudi na lov, leopardi izkoriščajo manjši plen in se pojavljajo pri znatno zmanjšani gostoti populacije. V prisotnosti intenzivnega lova na meso v okolici človeških naselij se zdi, da so leopardi popolnoma odsotni. Transhumantni pastirji z mejnega območja med Sudanom in Centralnoafriško republiko svojo živino odpeljejo na območje Činko. Spremljajo jih oboroženi trgovci, ki se v Am Dafoku ukvarjajo z lovom na velike rastlinojede živali, prodajo divjega mesa in prodajo leopardovih kož. Raziskave na tem območju so pokazale, da se je populacija leopardov zmanjšala s 97 osebkov v letu 2012 na 50 osebkov v letu 2017. Rangerji so v taboriščih pastirjev zaplenili velike količine strupa, in so priznali, da ga uporabljajo za zastrupljanje plenilcev.

## Zaščita
Leopard je naveden v CITES Appendix I. Lov je prepovedan v Zambiji in Bocvani, v Južni Afriki pa je bil leta 2016 prekinjen.
Populacije leopardov so prisotne na več zavarovanih območjih, vključno z:
- Narodni park Taï
- Narodni park Etoša
- Narodni park Virunga
- Krugerjev narodni Park